# Makibishi

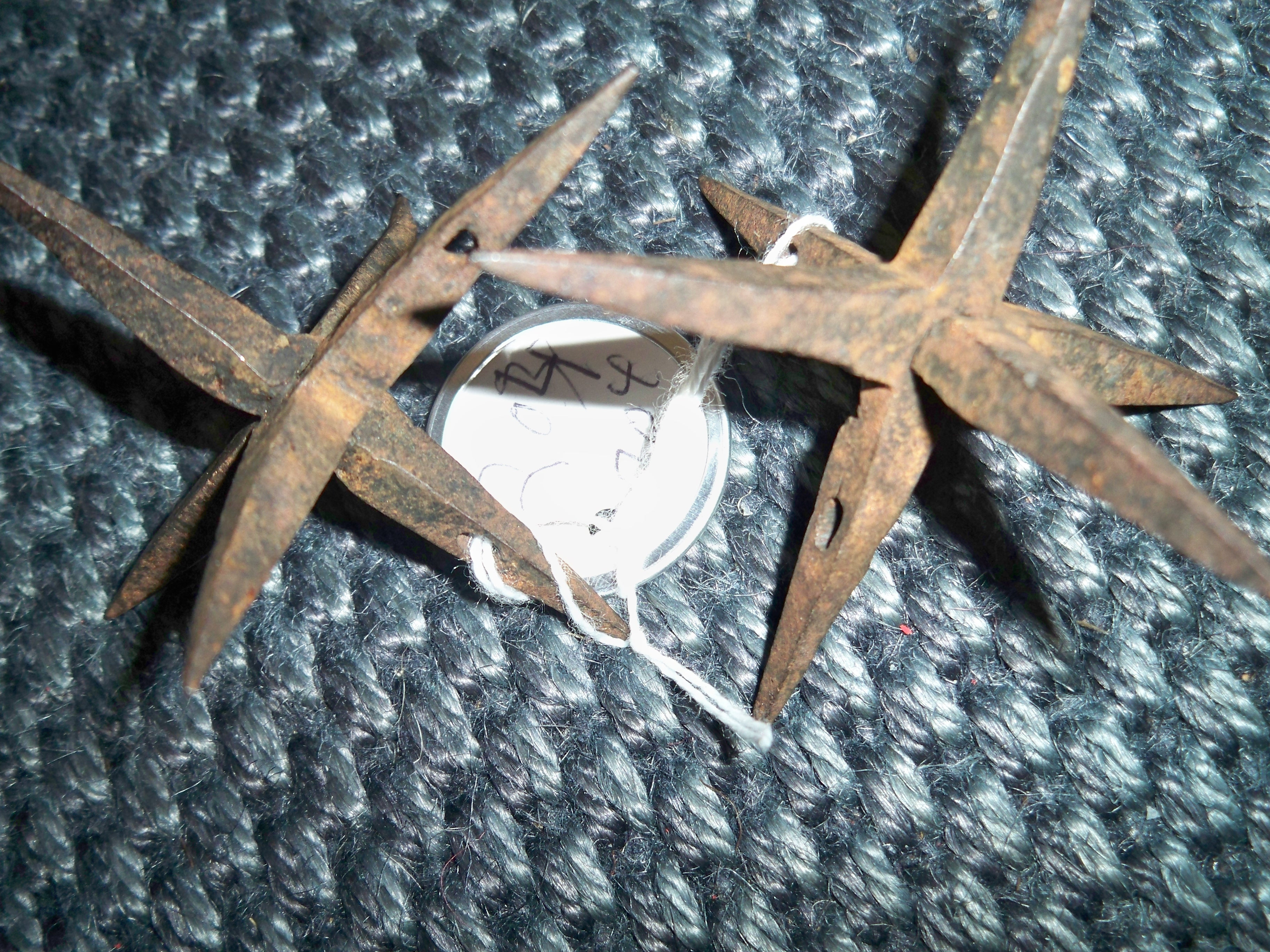
Makibishi

I makibishi (撒菱?) erano armi usate dai ninja. Essi venivano usati durante le fughe e per bloccare l'avversario per un breve attimo: il ninja gettava decine di makibishi per terra. Questi, grazie alle cinque punte di ferro (a volte quattro) che perforavano le scarpe (fatte di paglia), impedivano all'avversario d'inseguirlo. Inoltre le punte di un makibishi sono spesso uncinate per aumentare il dolore causato ad un eventuale malcapitato che le avesse pestate.